# Кулелацуріга
Кулелацурі́га (рос. Кулелацурига) — гірська вершина у північно-східній частині Великого Кавказу. Знаходиться на території Росії (південний Дагестан).